# خوان اوگورمن
خوان اوگورمن (انگلیسی: Juan O'Gorman؛ ۶ ژوئیهٔ ۱۹۰۵ – ۱۷ ژانویهٔ ۱۹۸۲) یک نقاش و معمار اهل مکزیک بود.